# Juan Pacheco
Juan Fernández Pacheco y Téllez Girón (Belmonte, 1419-Santa Cruz de la Sierra, cerca de Trujillo, 4 de octubre de 1474) fue un aristócrata castellano.
Hijo primogénito de Alfonso Téllez Girón y Vázquez de Acuña y de María Pacheco, y hermano de Pedro Girón, dominó la política del reino desde los últimos años del reinado de Juan II hasta casi el reinado de Isabel la Católica. Se convirtió en hombre de confianza de Enrique IV de Castilla, de quien fue compañero de juegos durante su infancia después que el condestable Álvaro de Luna interviniese para que él y su hermano Pedro entrasen en la corte, donde ya se documenta su presencia en 1436 —como doncel o paje del infante— según se menciona en un manuscrito guardado en la biblioteca del Monasterio de El Escorial, que dice que «siendo mozo vino a vivir con el príncipe Enrique (...) en la edad de mozo tuvo seso y autoridad de viejo.»
Por haber luchado junto al futuro Enrique IV en la primera batalla de Olmedo, Juan II de Castilla le otorga el codiciado título de marqués de Villena en 1445. Este marquesado, como entidad territorial, es herencia del antiguo señorío de Villena, que revirtió a la corona. Ya fue marquesado anteriormente en la persona de Alfonso de Aragón el Viejo, aunque volvió a revertir en la corona hasta esta nueva concesión, que sirvió como primer paso para ir consiguiendo amplios territorios y títulos con los que pretendía restaurar el poder del anterior marquesado y el prestigio del viejo señorío de los Manueles. Fue, asimismo, el III señor de Belmonte, distinción que heredó de su madre. Siendo justicia mayor de Segovia, recibió de Enrique IV los títulos de I conde de Xiquena y I duque de Escalona. Por su segundo matrimonio fue también VI señor de Moguer y IV señor de Villanueva del Fresno. Igualmente ostentaría los cargos de camarero mayor del infante Enrique, después su mayordomo mayor, alcaide mayor de Asturias, adelantado mayor de Castilla y maestre de la Orden de Santiago.

## Orígenes familiares
Su padre, Alfonso Téllez-Girón y Vázquez de Acuña, era hijo de Martín Vázquez de Acuña —miembro de un antiguo linaje portugués y alcalde mayor de Lisboa— y de Teresa Téllez Girón, hija de Alonso Téllez Girón y Gallina. Su madre, María Pacheco, II señora de Belmonte, era hija del noble portugués Juan Fernández Pacheco, primer señor de Belmonte y descendiente de Lope Fernández Pacheco —privado del rey Alfonso IV de Portugal y gracias al cual este linaje ascendió a la ricahombría— y de Inés Téllez de Meneses. Las familias Vázquez de Acuña y Pacheco procedían de la nobleza portuguesa y se habían exiliado en Castilla después de la derrota castellana en la batalla de Aljubarrota, ocurrida en 1385, por haber apoyado la causa del rey Juan I de Castilla, que pretendía el trono del reino vecino por su matrimonio con Beatriz de Portugal. En las capitulaciones matrimoniales de sus padres, se estipuló que el primogénito llevaría «Pacheco» como primer apellido en vez de «Téllez Girón».
Juan Pacheco es uno de los nobles señalados por Francisco de Mendoza y Bobadilla por tener ascendencia judía en El Tizón de la Nobleza española (1560), ya que un tatarabuelo de su antepasado Diego López Pacheco fue el judío converso Ruy Capón, almojarife de la reina Urraca I de León, antepasado que también compartía su abuelo paterno, Martín Vázquez de Acuña; esta misma «mancha» judía se la atribuye también a su mujer, María Portocarrero, madre de la mayor parte de sus hijos, ya que Alfonso Enríquez, del que ella descendía, habría tenido una madre judía. Un origen que se había trasladado a mediados del siglo XVI, a través de sus descendientes, a un gran número de casas de la nobleza.

## Biografía

### Etapa de Juan II

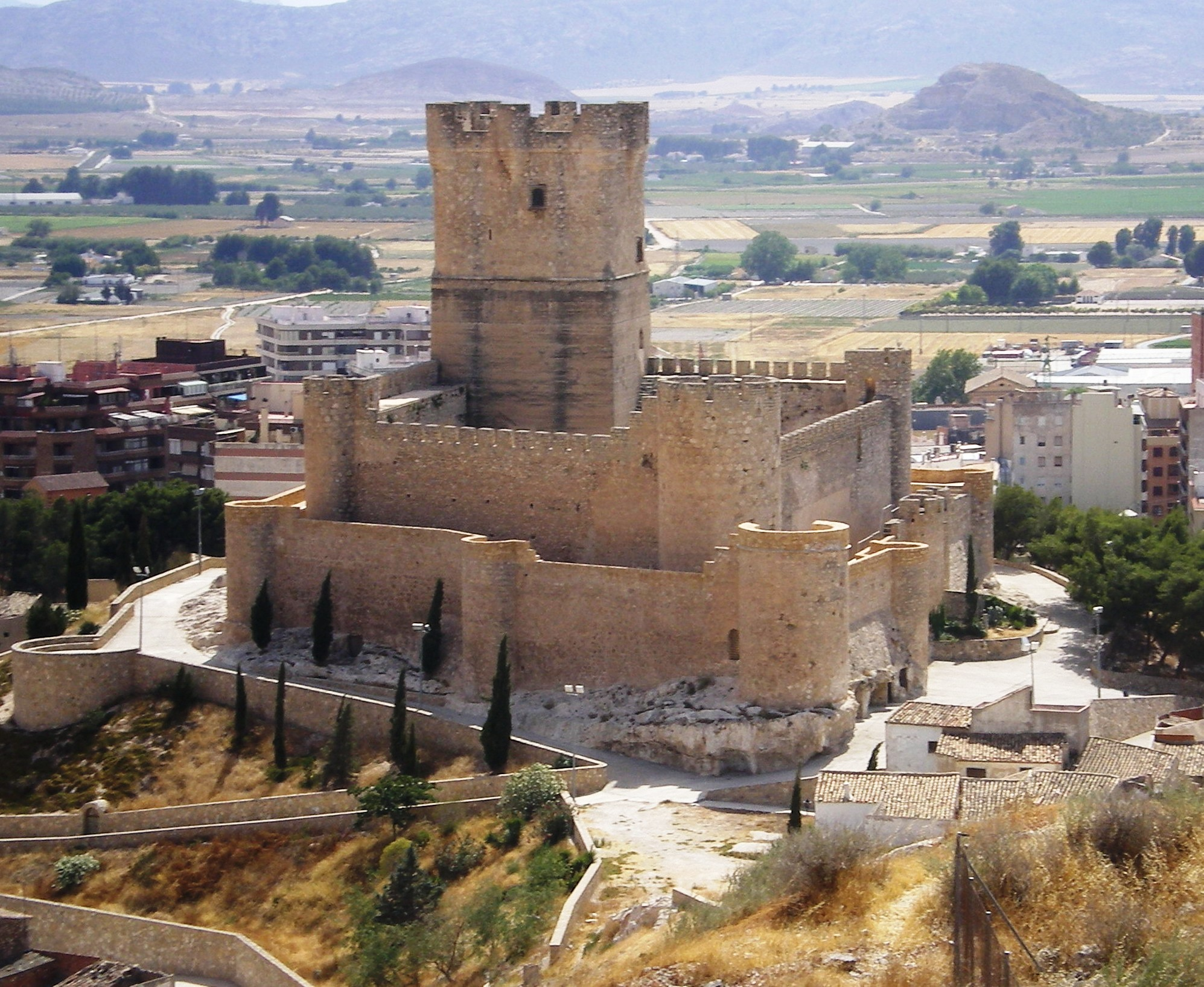
Vista del Castillo de Villena.

En 1440 recibió el privilegio de «tener el cuchillo en la mesa» del infante Enrique, un año después ya era miembro del Consejo Real, y en enero de 1442, con apenas veintidós años, había alcanzado el oficio de camarero mayor del príncipe, el más alto puesto en la casa del heredero después del de mayordomo mayor, que todavía seguía desempeñando el condestable Álvaro. Ese mismo año incorporó el señorío de Moguer por vía de su matrimonio con María Portocarrero, que contaba con una importantísima herencia de la que estaba en ese momento despojada pero que Juan Pacheco se ocuparía de recuperar en los años siguientes.
En 1444 Juan II le donó cuatro villas en Extremadura: Medellín, Villanueva de Barcarrota, Salvatierra y Salvaleón, así como Lerma.
En 1445, tras la primera batalla de Olmedo en la que desempeñó un papel relevante junto con el obispo de Cuenca Lope de Barrientos en el cuerpo que comandaba el infante Enrique, fue nombrado marqués de Villena, el primer título de marqués otorgado por un monarca castellano. El 25 de mayo de 1445, seis días después de la batalla de Olmedo, el rey Juan II le hizo merced de la villa de Jumilla, por «los muchos e muy señalados seruicios que vos me auedes fecho e fazedes cada día. E asi mesmo auedes fecho e fazedes de cada dia al dicho principe mi fijo». Juan Pacheco no tomó posesión de la ciudad inmediatamente por razones desconocidas y, el 20 de junio de 1447, el monarca donó la villa a María de Quesada, madre de Pedro Fajardo, aunque en marzo de 1451 el rey le volvió a donar Jumilla a Juan Pacheco, recuperándola para el marquesado.
También consiguió entonces el cargo de maestre de la orden de Calatrava para su hermano, Pedro Girón. Tras la victoria de Olmedo y el matrimonio de Isabel de Portugal con Juan II de Castilla, el poder de Álvaro de Luna se debilitaría, ganando influjo el bando del infante Enrique y Juan Pacheco. En el conflicto que poco después surgió entre el rey Juan II y su hijo el infante Enrique, Juan Pacheco medió por parte del infante y Álvaro de Luna por parte del rey. El acuerdo beneficiaría a los mediadores.
Siguiendo su política de restaurar territorialmente el anterior marquesado de Villena, incrementó su patrimonio con el señorío de Alarcón donado por el infante Enrique el 23 de mayo de 1446 con el beneplácito del rey.
En 1447 Pacheco fundó, siguiendo órdenes del infante Enrique, el monasterio de El Parral en Segovia, de estilo gótico mudéjar y perteneciente a la Orden de San Jerónimo, donde recibió sepultura según había estipulado en su segundo testamento.

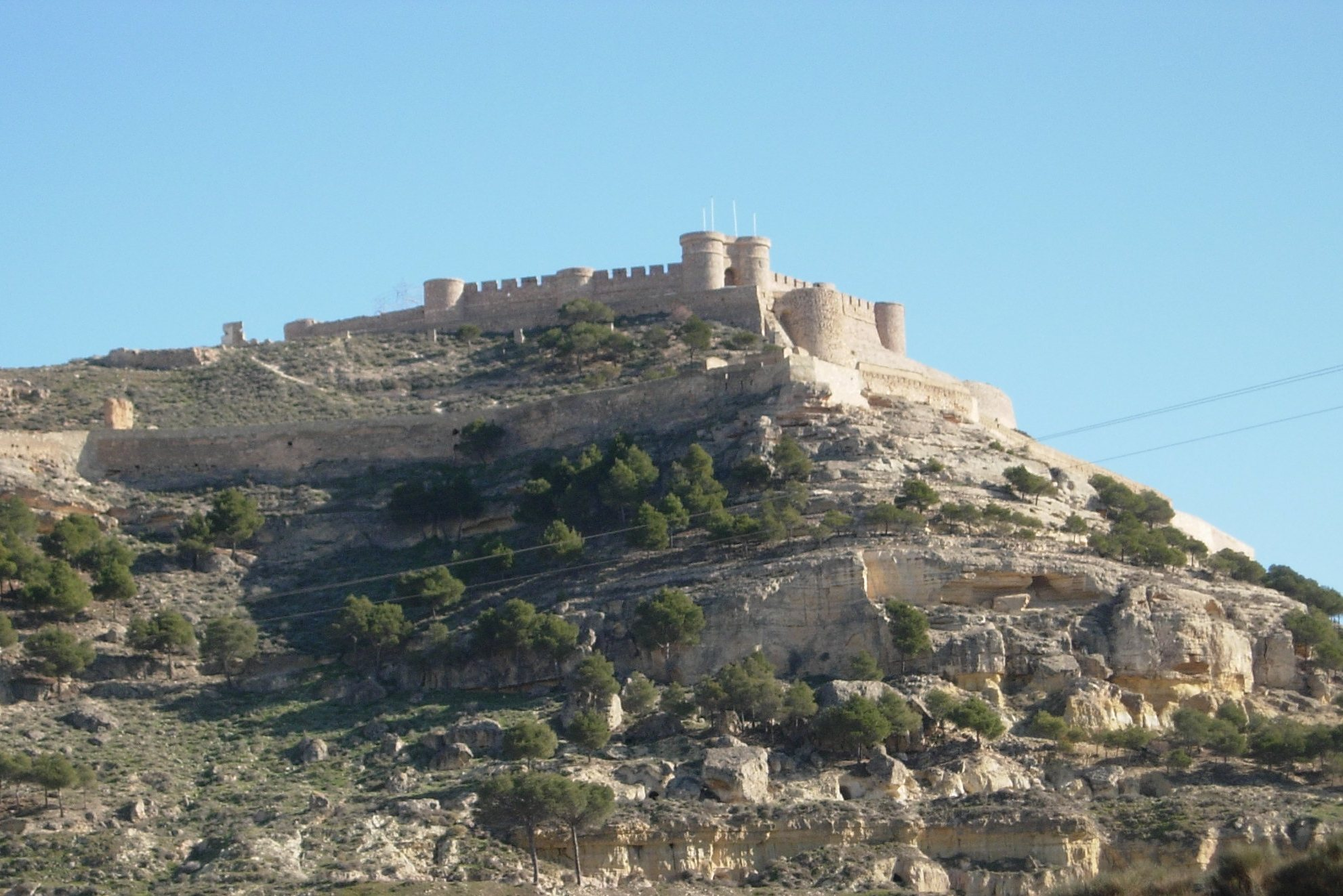
Castillo de Chinchilla de Monte-Aragón

En 1449 adquirió la fortaleza de Chinchilla de Monte-Aragón que reconstruyó poco después dándole el aspecto que actualmente posee.
Juan Pacheco también fue nombrado adelantado mayor de Castilla en 1451, aunque renunció el cargo siete años después. El 15 de diciembre de 1449, Juan II le confirmaba en el señorío de la villa de Almansa y su fortaleza, cuya merced había concedido el 3 de septiembre de 1445 a su padre don Alfonso «con derecho a heredamiento», aunque esta donación no fue a petición de su padre y se menciona que la merced fue hecha «por los muchos y buenos, leales y señalados servicios que vos D. Juan Pacheco, hijo mayor, legítimo heredero de Alfonso Téllez Girón, mi vasallo que fue de mi consejo.» Pacheco le dio la morfología actual al castillo de Almansa, ahora de su propiedad. Hizo construir la actual torre del homenaje y su fantástica escalera gótica, las torres semicirculares de las murallas y la barbacana defensiva. Como remate, ordenó colocar su escudo heráldico en cada una de las cuatro caras exteriores de la torre del homenaje. La lectura de la epigrafía existente en uno de dichos escudos ha permitido datar la fecha de construcción de la torre del homenaje entre 1449 y 1454, horquilla temporal que puede también extenderse al resto de las obras.

### Etapa de Enrique IV
Enrique IV de Castilla fue proclamado rey a la muerte de su padre, el rey Juan II el 22 de julio de 1454. Juan Pacheco y su hermano Pedro Girón se encargaron a partir de entonces de las decisiones del gobierno, mientras que el tío de ambos, el arzobispo de Toledo Alonso Carrillo, actuaba como regente del reino; para compensar ese influjo el rey incorporó nuevos consejeros como Miguel Lucas de Iranzo, Beltrán de la Cueva o Gómez de Cáceres. Durante ese período Juan Pacheco lanzó una campaña militar en Granada, que se desarrolló entre 1454 y 1456, en la que se conquistaron las villas de Archidona y Álora, además de socorrer la sitiada Úbeda. En 1456, el monarca concedió al marqués el corregimiento de Jerez a perpetuidad, función que desempeñó a través de lugartenientes. Posteriormente emprendió importantes obras arquitectónicas en su ciudad natal, Belmonte: el castillo, la Colegiata de San Bartolomé y dos monasterios: el de San Francisco de la Observancia y otro de monjas franciscas; también construyó en 1456 una nueva fortaleza en Garci Muñoz, sobre el antiguo alcázar de don Juan Manuel, una plaza que había recibido siete años antes de Juan II junto con Chinchilla mediante una permuta.
Aunque entre 1458 y 1464 se produjo el ascenso fulgurante de Beltrán de la Cueva, que perjudicó los intereses de Juan Pacheco, este siguió acumulando títulos y honores. El 6 de abril de 1458 obtuvo la dignidad de Mariscal de Castilla y, siendo Justicia de Segovia, en 1460 recibió el título de conde de Xiquena y marqués de los Vélez. 
En 1461 fue nombrado alcaide mayor de Asturias. En  este último año ordenó reconstruir el Castillo de Jumilla, alcanzando su configuración y aspecto actual con tres pisos, sótano y terraza, y colocó en ella su escudo de armas.

El 28 de febrero de 1462 la reina Juana de Portugal, esposa de Enrique IV, tuvo una hija, Juana, apodada posteriormente «la Beltraneja» por sospecharse que era hija de Beltrán de la Cueva, y que apadrinó en su bautizo Juan Pacheco. Enrique IV, considerándola su sucesora, convocó las cortes en Madrid, que la juraron como princesa de Asturias. Ese mismo año la influencia de Beltrán en la corte se vio por fin consolidada al entrar a formar parte del consejo del rey, desplazando al marqués de Villena como privado de Enrique IV, quien el 23 de abril de ese año otorgó a Beltrán el título de primer conde de Ledesma y concertó su matrimonio con Mencía de Mendoza y Luna, hija de Diego Hurtado de Mendoza, II marqués de Santillana y sobrina del futuro cardenal Mendoza.

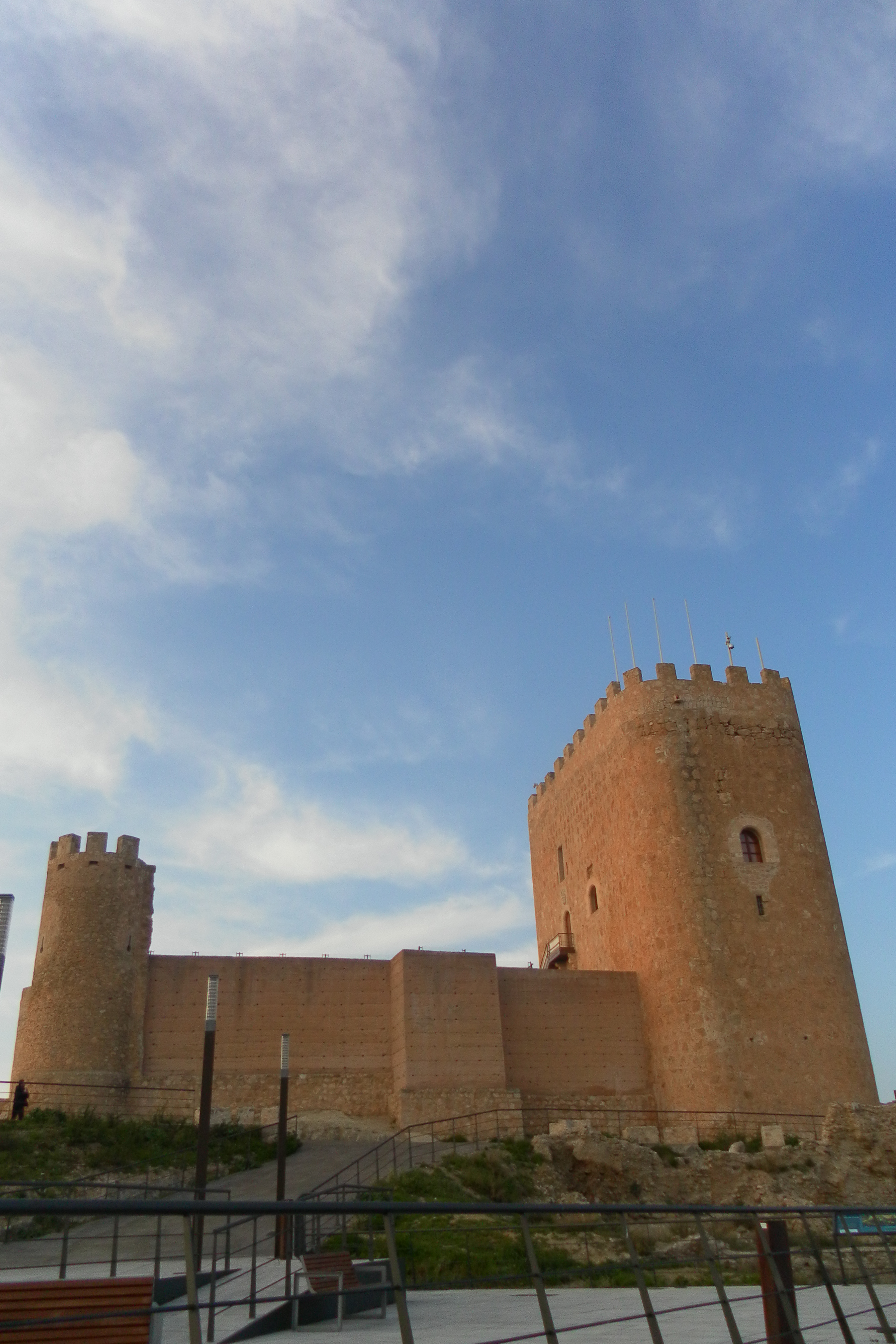
Castillo de Jumilla que mandó reconstruir en 1461.

En 1463, en las vistas de Bayona, el marqués de Villena ofreció sus servicios a Francia. Con esta alianza, Francia cercaba al sempiterno enemigo, el reino de Aragón. En agradecimiento, Luis XI de Francia ofreció casar a su hija Juana con el hijo menor del marqués, Pedro Portocarrero el Sordo. La reacción del rey aragonés no se hizo esperar: para ganarse la amistad de Castilla y anular la alianza Castilla-Francia, prometió a su hijo Fernando con la hija de Pacheco, Beatriz Pacheco.
En septiembre de 1464, la liga de nobles capitaneada por Juan Pacheco, redactó en Burgos un largo manifiesto sin firma, que supuso una reacción al creciente poder de la figura de Beltrán de la Cueva, del que solicitan su destitución como maestre de Santiago. Cuestionaban la paternidad de Enrique sobre Juana y reclamaban que la sucesión pasara por el infante Alfonso.
Más tarde, Pacheco logró para sí el cargo de maestre de la Orden de Santiago en 1467 de la mano del infante Alfonso, al que algunos nobles habían elegido como rey en la Farsa de Ávila. Al ser menor de edad, Juan Pacheco sería su tutor, lo que le dio el cargo de coadjutor de la orden desde 1469. Como tal, tendría los mismos poderes que los maestres solían tener, salvo en materias espirituales, en las que debía delegar en personas pertenecientes a la orden, pero que podría elegir. Por ello los cronistas de la época afirmaban que fue maestre de Calatrava, además de maestre de Santiago.
El infante Alfonso de Castilla falleció prematura y súbitamente por causas desconocidas en Cardeñosa el 5 de julio de 1468, aunque se cree que pudo ser un asesinato por envenenamiento para favorecer la causa de Enrique IV, quedando Juan Pacheco como sospechoso. Poco después, el 18 de septiembre de 1468, se firmó el Tratado de los Toros de Guisando que ponía fin a las hostilidades, un acuerdo instigado por el propio Pacheco y que supuso algunas ventajas para su persona, como su confirmación en el cargo de maestre de la Orden de Calatrava.
En 1469, la infanta Isabel contrajo matrimonio con Fernando de Aragón, contra la voluntad del rey Enrique y los pactos establecidos, creando las bases de la que sería la Guerra de Sucesión Castellana en la que Juan Pacheco tomaría partido por el bando de la princesa Juana, apodada la Beltraneja por sus enemigos. Este mismo año, Juan Pacheco, como maestre de Santiago, hace edificar el castillo de Los Santos de Maimona (Badajoz), muy cerca de Zafra, capital del ducado de Feria, lo que este percibe como amenaza.
A petición de Juan Pacheco y de los embajadores de Francia, Enrique IV revocó el tratado de los Toros de Guisando después de jurar, juntamente con su esposa, que la infanta Juana era su hija legítima. El 26 de octubre de 1470 se confirmó la ceremonia en Lozoya.
El 17 de diciembre de 1472 Juan Pacheco fue nombrado I duque de Escalona, que anteriormente había sido señorío de Álvaro de Luna.

## Testamentos

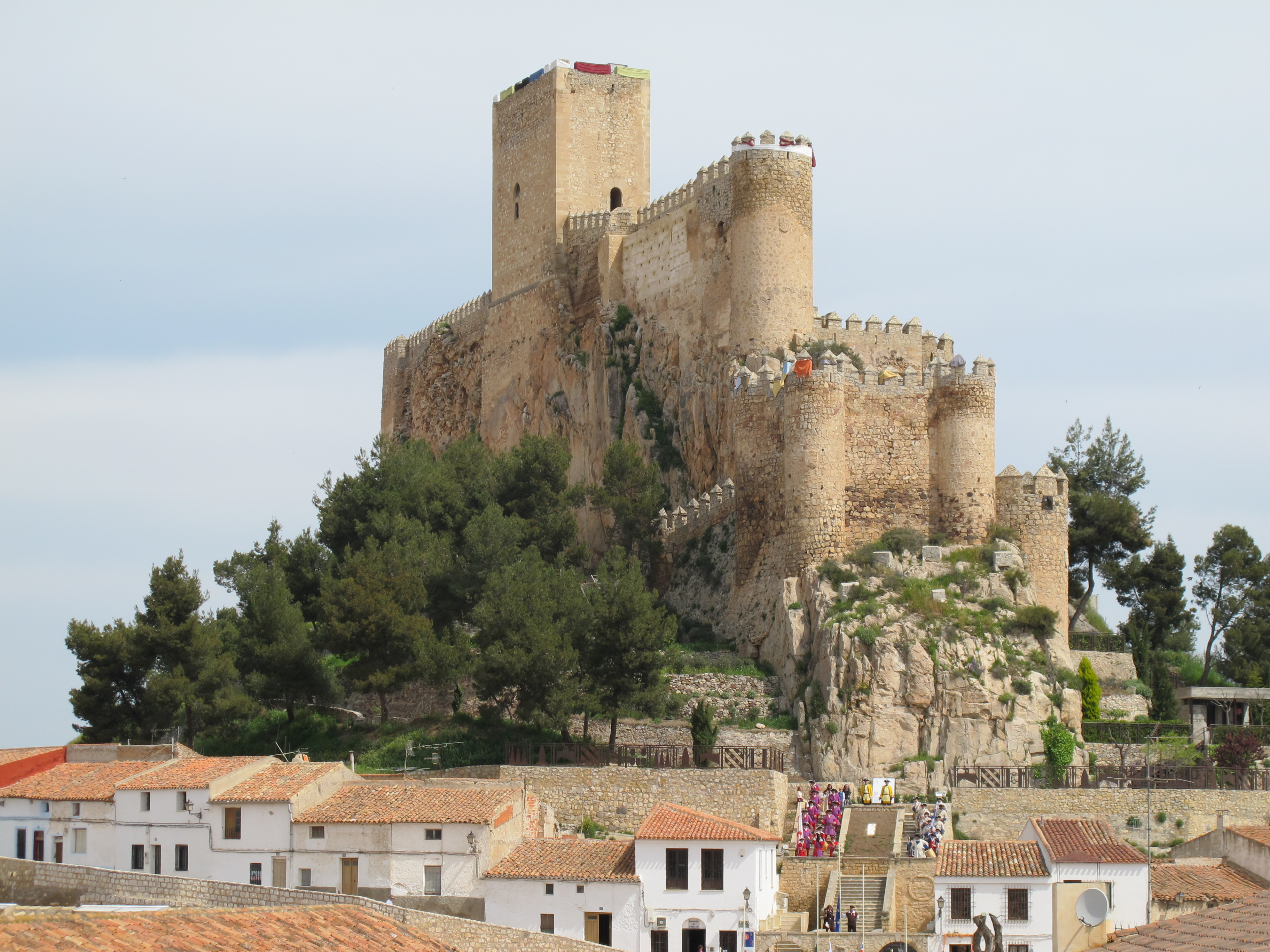
Castillo de Almansa, heredado de su padre y reconstruido por Juan Pacheco entre 1449 y 1454.

Encontrándose en Ocaña, otorgó su primer testamento el 27 de diciembre de 1470. Entre las mandas y disposiciones, pidió que «su cuerpo miserable e flaco» recibiera sepultura en la Iglesia de San Bartolomé de Belmonte. Pidió que se dijeran varias misas por la salvación de su alma y la de sus padres, quienes menciona como Alonso Téllez-Girón y María Pacheco, así como por las de sus abuelos Juan Fernández Pacheco e Inés Téllez. Fundó el hospital de San Andrés en Belmonte para «pobres e personas miserables e enfermos». A su esposa María Portocarrero le dejó las villas de Moguer, Villanueva de la Fuente y el castillo de Garcimuñoz.
Fundó tres mayorazgos para sus hijos varones. A su primogénito, Diego López Pacheco y Portocarrero le dejó el título y las villas que componían el marquesado de Villena. A su segundo hijo, Pedro Portocarrero el Sordo le corresponderían los bienes que heredaría de su madre, incluyendo la villa de Moguer más varios juros. Su hijo menor, Alfonso Téllez-Girón, heredó como parte de su mayorazgo, «la villa y fortaleza de la Puebla de Montalbán, las casas principales y otras menores de la ciudad de Toledo y San Felices de los Gallegos». También dotó y heredó a sus hijas. María, la mayor, ya había casado y su padre le había entregado su dote. Catalina también ya había casado y su padre le dejó la villa de Coruña, Quintana Naya y un juro de heredad de cien mil maravedíes. También heredó a sus otras hijas que aún se hallaban solteras: Beatriz (que casó posteriormente con el marqués de Cádiz), recibiría tres millones de maravedíes cuando contrajera matrimonio; y Francisca, Inés, y Juana recibirían dos millones de maravedíes. Menciona a otras dos hijas, María la menor y a Leonor a quienes sus tres hermanos pagarían sus dotes. También heredó a dos de sus hijas tenidas fuera de matrimonio, otra Beatriz esposa del conde de Medellín, e Isabel, casada con Pedro López de Padilla. «En realidad, Pacheco no dejaba nada a sus hijas, sino que lo que hacía era obligar a sus hijos a que pagasen a sus hermanas de los bienes de sus mayorazgos sus respectivas dotes.»
Su esposa María falleció en 1471 y el 13 de febrero de 1472 Juan Pacheco otorgó un segundo testamento, casi idéntico al anterior, con pocas modificaciones. Consta en este segundo testamento que su hija Beatriz ya había casado con el marqués de Cádiz, y entre sus últimas voluntades, amplió el mayorazgo de su hijo menor, Alfonso Téllez-Girón, con unas rentas ganaderas. En este testamento, también decidió y pidió ser enterrado en el monasterio de Santa María del Parral.

## Muerte y sepultura

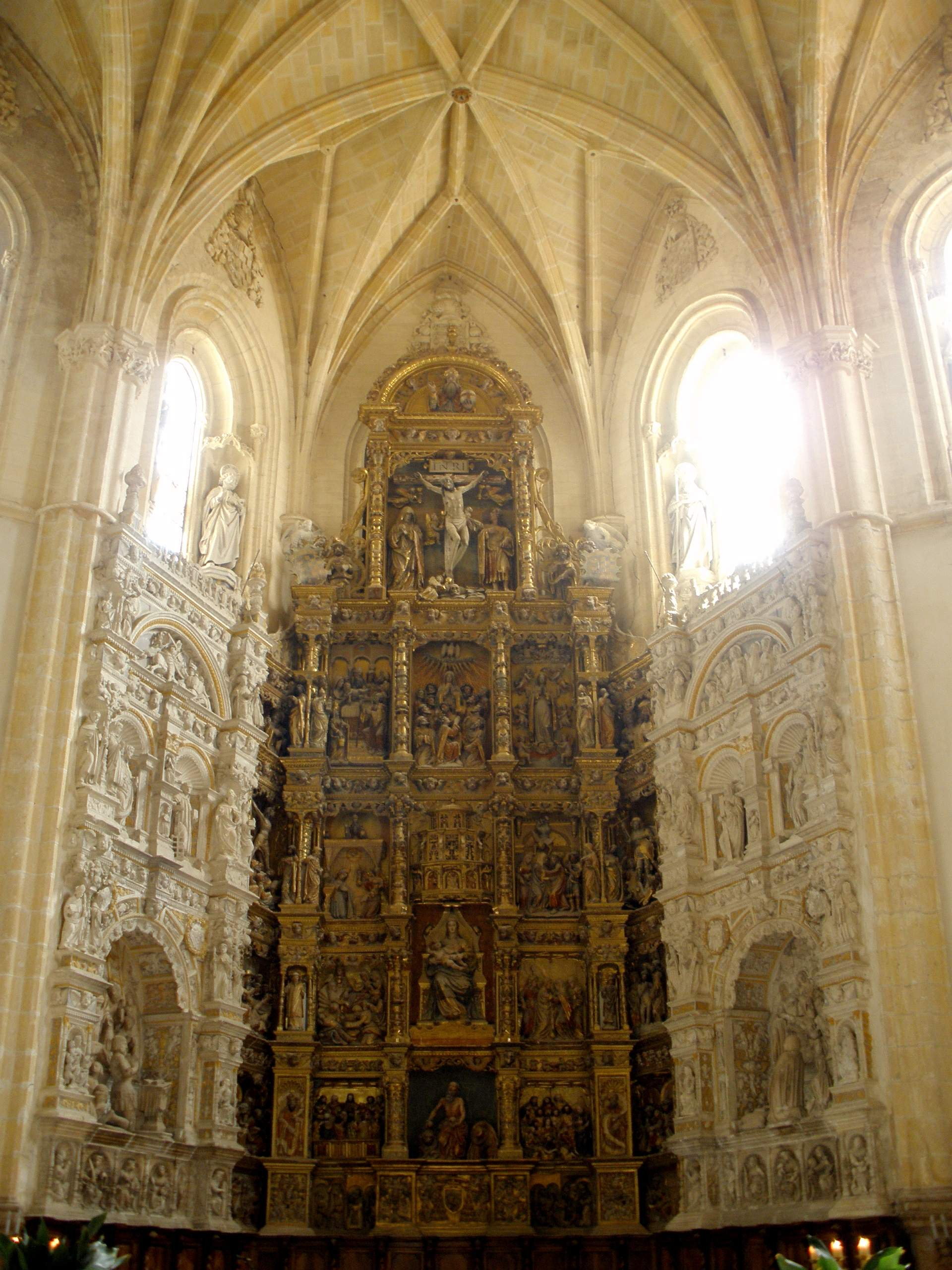
Real Monasterio de Sta. María del Parral, su sepulcro en la esquina izquierda inferior

Los cronistas de la época dicen que el marqués murió de un “apostema que le salió en la garganta, echando sangre por la boca”. Bien pudo tratarse de un cáncer de garganta (laringe) consecuencia de la irritación crónica (laringitis) que debió arrastrar durante muchos años de su vida. El cronista continúa “Oh maestre que tanta gargantería y hambre tuviste en este mundo para abarcar señoríos… Dime agora, disipador de tu fama, perseguidor de tu rey, ¿Qué te aprovecharon, cuando una pequeña apostemación en la garganta te venció”.
Falleció el 4 de octubre de 1474            , en Santa Cruz, cerca de Trujillo, poco antes de la muerte del rey Enrique IV. Fue enterrado inicialmente en el Monasterio de Guadalupe, cerca de donde murió. Unos años más tarde su cadáver se trasladó al monasterio segoviano de El Parral que había fundado y donde se mandó enterrar en su segundo testamento. Su sepulcro ocupa el lugar derecho del altar mayor y el de su esposa, María Portocarrero, el de la izquierda. Estos sepulcros fueron encargados en 1528 por su hijo Diego López Pacheco y se atribuyen a Juan Rodríguez y a Lucas Giraldo.

## Matrimonios y descendencia
Contrajo tres matrimonios. El primero, celebrado el 22 de noviembre de 1436 en la ciudad de Toledo, cuando tenía 17 años, fue con Angelina de Luna, prima del condestable Álvaro de Luna de quien no hubo descendencia. El matrimonio fue declarado nulo el 13 de febrero de 1442 por el vicario de Segovia, Diego Sánchez, por varias razones, entre ellas que había sido hecho por temor o coacción y que no llegó a consumarse.
Poco después, en 1442, se unió en un matrimonio ilícito que no fue legitimado hasta varios años después con María Portocarrero Enríquez, hija de Pedro Fernández Portocarrero y Cabeza de Vaca, V señor de Moguer, y Beatriz Enríquez, hija de Alfonso Enríquez. El matrimonio no tuvo validez canónica hasta el año 1456 en que el papa Calixto III autorizó el matrimonio por la iglesia y la legitimación de los hijos que habían tenido hasta esa fecha. De este matrimonio nacieron: 
- Diego López Pacheco y Portocarrero, el primogénito, sucedió a su padre en títulos y estado;[20][16]
- Pedro Portocarrero el Sordo, heredó los señoríos de Moguer y de Villanueva del Fresno, de su familia materna;[20][16]
- Alfonso Téllez-Girón, el menor de los hermanos varones, otorgó testamento el 29 de abril de 1527 y falleció ese año. Le menciona su padre en sus testamentos y recibió como parte de su mayorazgo La Puebla de Montalbán. Contrajo matrimonio con Marina de Guevara;[15][21]
- Beatriz Pacheco, casada en 1471 con Rodrigo Ponce de León y Núñez, marqués de Cádiz de quien ya era viuda en 1492;[22][23][a] Mandó ser enterrada en el Monasterio de Santa Clara en Carmona y pidió que fuese al lado de su hermana Leonor, abadesa de dicho monasterio;
- María Pacheco, la mayor, esposa de Rodrigo Alonso Pimentel, IV conde y I duque de Benavente;[24][21]
- Catalina Pacheco, estuvo prometida con Bernardino de Velasco pero el matrimonio no llegó a celebrarse debido a que su padre, Juan Pacheco, rompió la alianza con el padre de Bernardino, el condestable Pedro Fernández de Velasco. Contrajo matrimonio, después de la muerte de su padre, con Alfonso Fernández de Córdoba, VI señor de Aguilar, y recibió dos millones de maravedíes de dote que fueron entregados por su hermano Pedro;[25][26]
- Francisca Pacheco,[24] mujer de Íñigo López de Mendoza y Quiñones el Gran Tendilla;[23]
- Juana Pacheco,[24] esposa de uno de los hijos del duque de Feria;[23]
- Leonor Pacheco,[24] abadesa en el monasterio de Santa Clara en Carmona;
- Inés Pacheco, fue religiosa, abadesa en el Convento de Santo Domingo de Portacoeli en Sevilla;[27][24] y
- María Pacheco y Portocarrero, la menor,[24][27] quien contrajo matrimonio en 1482 con el I conde de Oropesa Fernando Álvarez de Toledo y Zúñiga.[23]

Juan Pacheco contrajo un tercer matrimonio con María de Velasco. Después de enviudar, María se casó en 1482 con Beltrán de la Cueva. Juan Pacheco y María fueron los padres de: 
- Mencía Pacheco, hija póstuma, nació unos meses después de la muerte de su padre. Casó con Diego de Cárdenas y Enríquez, primer duque de Maqueda y adelantado mayor del reino de Granada.[29]

Tuvo varios hijos fuera de matrimonio. Con Catalina Alfón de Lodeña tuvo varios hijos que fueron legitimados el 25 de abril de 1456 por el rey Enrique IV de Castilla:
- Beatriz Pacheco, la mayor de todos sus hijos, nacida antes de su matrimonio con María Portocarrero, recibió de su padre como parte de su dote la villa de Villarejo de Fuentes. Se casó en 1453 con Rodrigo Portocarrero, I conde de Medellín y después de enviudar contrajo un segundo matrimonio con Alonso de Silva, II conde de Cifuentes.[30][24] Se encuentra enterrada a la izquierda de la portada de la Antesacristía del Monasterio del Parral, bajo cuyo arco se estima que estuvo originalmente su sepulcro; una leyenda afirma que fue mandado retirar de ese lugar por orden de Isabel la Católica, debido a la enemistad que le guardaba.
- Juan Pacheco, el segundo bastardo legitimado por Enrique IV en Écija el 25 de abril de 1456,  ingresó en la Orden de Santiago donde hizo carrera gracias al apoyo prestado por su padre, maestre de esta orden.[31]
- Isabel de Meneses, después llamada Pacheco, también legitimada en 1456, ya estaba casada con Pedro López de Padilla cuando su padre otorgó testamentos.[31] Le dejó en su testamento de 1470 una dote de 1.5 millones de maravedíes (mrs) y una renta anual de 100 000 mrs.[24]

Otros hijos fueron: 
- Alonso Pacheco, fallecido en 1490 en la Vega de Granada y enterrado en la iglesia de Santa María en Alcalá la Real.[23] Su padre no le menciona en sus testamentos. Fue protegido por su medio hermano, Diego, el primogénito, con quien estuvo en varias empresas militares. Ingresó en la Orden de Calatrava y en 1473 el rey Enrique le cedió las «rentas del servicio y montazgo de los ganados que pasaban por el Campo de Calatrava». Tuvo dos hijos, Alonso y Juan Pacheco, que quedaron bajo la protección de Diego, II marqués de Villena, su medio hermano;[21]
- Juan Pacheco, legitimado en 1484;[23]
- Rodrigo Pacheco, era un niño cuando falleció su padre y quedó a cargo de su hermano Diego. No tuvo descendencia y, gracias al rey Fernando el Católico, obtuvo un beneficio eclesiástico.[21]

También pudo ser padre de Luis y Lope de legítimo matrimonio aunque habrán fallecido muy jóvenes al no figurar cuando el marqués fundó mayorazgos.

## Físico
De acuerdo con Fernando del Pulgar, cronista de los Reyes Católicos, Juan Pacheco era de «mediana estatura, el cuerpo delgado é bien compuesto, las facciones fermosas, é buena gracia en el gesto». El mismo cronista también añadió que «temblabale un poco la voz por enfermedad accidental no por defecto natural», que era un «hombre tratable y de dulce conversación y tan humano que nunca fue en muerte de ninguno ni lo consintió» y que «Era franco, dadivoso y hacía bien a todos con su privanza, fue amado y querido por todos» además de «digno de gobernar mil años a todo el mundo. Discreto y hombre de entendimiento, tenía sufrimiento y habilidad para la gobernación destas cosas mundanas y era franco y gracioso en sus fablas».
No todos tenían una opinión tan favorable. El historiador y cronista Alfonso de Palencia, «el más duro de sus biógrafos», lo consideraba un «hombre maléfico», «maestro en disimulos», y decía que el marqués «intentaba aparentar deseos de concordia entre todos y discurría sobre la virtud con gran ingenuidad dándose luego a los vicios más funestos». Pero las opiniones de Alfonso de Palencia se demostró que eran propias de los enemigos del marqués.

## Juan Pacheco en el arte
Diego de Valera le dirigió dos de sus epístolas: Ceremonial de Príncipes y el Tratado de Providencia contra Fortuna. Valera coincidió con Pacheco en la corte de Juan II cuando ambos eran adolescentes.
Juan Pacheco fue uno de los personajes principales de la primera temporada de la serie televisiva Isabel (2012), interpretado por Ginés García Millán.